# Анат
Анат е западносемитска богиня. Почитана е и в Египет от епохата на Рамесидите. Подобно на възприетата от Предна Азия Астарта тя е смятана за богиня на войната. Двете били задължени да пазят воюващия цар и конете на царската бойна колесница.
Атрибутите на Анат са щит, копие и бойна брадва. На главата си тя носи висока корона с две щраусови пера. В народните вярвания тя става богиня-покровителка срещу дивите животни. Нейният храм е бил в долноегипетския град Танис.